# Ethelred od Wessexa
Ethelred (staroengleski Æþelræd = »plemeniti savjetnik«) bio je kralj Wessexa te je naslijedio brata Ethelberta na prijestolju Wessexa i Kenta. 
Bio je četvrti sin Æthelwulfa od Wessexa. Braća su mu Æthelstan, Æthelbald, Æthelbert i Alfred Veliki. Osim njih, imao je sestru Æthelswith.
Nakon njegove smrti, naslijedio ga je mlađi brat Alfred Veliki.

## Brak
Ethelred je bio oženjen Wulfthryth.